# Cimejes
En demonología, Cimejes también conocido como kimaris, cimeies y cimeries, es un marqués del infierno. En el Ars Goetia es descrito como un guerrero grande que monta un caballo negro, y tiene la capacidad de localizar tesoros perdidos u ocultos, de enseñar el trivium y de hacer a un hombre en un guerrero de su propia semejanza. Es servido por 20 legiones de demonios. Además gobierna a todos los espíritus de África. 
De acuerdo a las correspondencias con los arcanos menores del tarot establecidas en el Occult Tarot de Travis McHenry, su arcano equivalente es el 4 de espadas, por lo que su decano zodiacal abarca los días entre 15 y el 26 de octubre, aproximadamente. Según esta representación es el portador de la lanza de Dajjal.